# Annabella Piugattuk
Annabella Piugattuk, född 19 december 1982 i Iqaluit i Nunavut i Kanada, är en kanadensisk (inuit) skådespelerska, känd från filmen The Snow Walker (2003). Hon upptäcktes på ett disco i hemstaden Igloolik. Efter sin debutfilm bodde hon i Vancouver och studerade till lärare, men har efter detta flyttat tillbaka till Iqaluit.
För sin insats i äventyrsdramat The Snow Walker nominerades hon 2004 till en Genie, Kanadas motsvarighet till Oscar, som bästa kvinnliga biroll.